# Organização Comunista Política Operária
A Organização Comunista "Politica Operária" foi o colectivo que editava a revista "Politica Operária", criada em Setembro de 1985 por um grupo de antigos militantes do Partido Comunista (Reconstruído), que o haviam abandonado no ano anterior.
Em 1989 participou na formação da Frente de Esquerda Revolucionária, embora a tenha abandonado pouco depois.
A "Politica Operária" teve como principal figura Francisco Martins Rodrigues, até à sua morte em 2008.